# Мошкаси
Мошка́си (рос. Мошкасы, чув. Ирчекасси) — присілок у складі Чебоксарського району Чувашії, Росія. Входить до складу Сіньяльського сільського поселення.
Населення — 172 особи (2010; 162 у 2002).
Національний склад:
- чуваші — 97 %